# Johan Georg Holstein
Johan Georg (von) Holstein (16. februar 1662 i Mecklenburg – 26. december 1730) var en dansk statsminister. Han var en søn af Johan v. Holstein til Möllenhagen og Spech (1618-1675) (moder: Margrethe v. Restorff) og (~ 1647) Sophia Hedevig v. Petersdorff (Stettin 1629-Dobbertin 1693).
Ligesom sin slægtning Ulrik Adolf Holstein, den senere storkansler, søgte han ansættelse i Danmark, hvor så mange mecklenburgske adelsmænd har fundet vej til lykken,
og gennem forskellige hofstillinger nåede han snart ind på embedsbanen. Efter en tid lang
at have været ansat i Oldenburg blev han 1706 deputeret i Finanserne og endelig (1712) medlem af konseilet, en post, han bevarede lige til sin død, altså ind i Christian VI's Tid. Desuden var han præses for Missionskollegiet.
I sine forskellige stillinger viste han sig som en duelig og pligtopfyldende embedsmand, men
nogen betydelig kraft var han ikke. Han skildres i sine senere år som en alvorlig, pålidelig mand med sans for åndslivet i forskellige retninger; i religiøs henseende stod han pietismen nær. Nogen fremtrædende rolle kom han egentlig kun til at spille under de sidste år af den store nordiske Krig. Forgæves havde han i 1709 kæmpet imod, at Danmark kastede sig ind i krigen.
Senere var han en virksom deltager i de bestræbelser, der gik ud på at skille Rusland fra Danmark, og synes at have været tsar Peters bitreste fjende i Frederik IV's råd. I steden for forbundet med Rusland hævdede han nødvendigheden af en nøje tilslutning til England, der alene vilde kunne sikre Danmark en varig besiddelse af den gottorpske del af Slesvig. Den efter 1719 indtrædende svingning i Danmarks politik viste, at hans anskuelser, der fandt støtte hos de fleste af Frederik IV's rådgivere, havde vundet kongens bifald.
Han er begravet i Sankt Petri Kirke.